# Loji (Simpenan)
Loji is een bestuurslaag in het regentschap Sukabumi van de provincie West-Java, Indonesië. Loji telt 9762 inwoners (volkstelling 2010).